# Copa das Nações de Beach Soccer de 2007
Copa das Nações de Beach Soccer de 2007 foi a primeira edição da Copa das Nações de Beach Soccer. Foi disputada em março de 2007, na cidade de Guarujá-SP.

## Equipes Participantes
- Brasil
- França
- Peru
- México

## Resultado Final
O Brasil foi campeão do torneio, após vencer o Peru, por 9 a 2, o México - 8 a 0 - e a França por 9 a 2.

### Campeão
| Copa das Nações de Beach Soccer de 2007                              |
| Brasil                                                               |
| -------------------------------------------------------------------- |
| Seleção Brasileira de Futebol de Areia Masculino Campeão (1º título) |